# شورش دهقانان

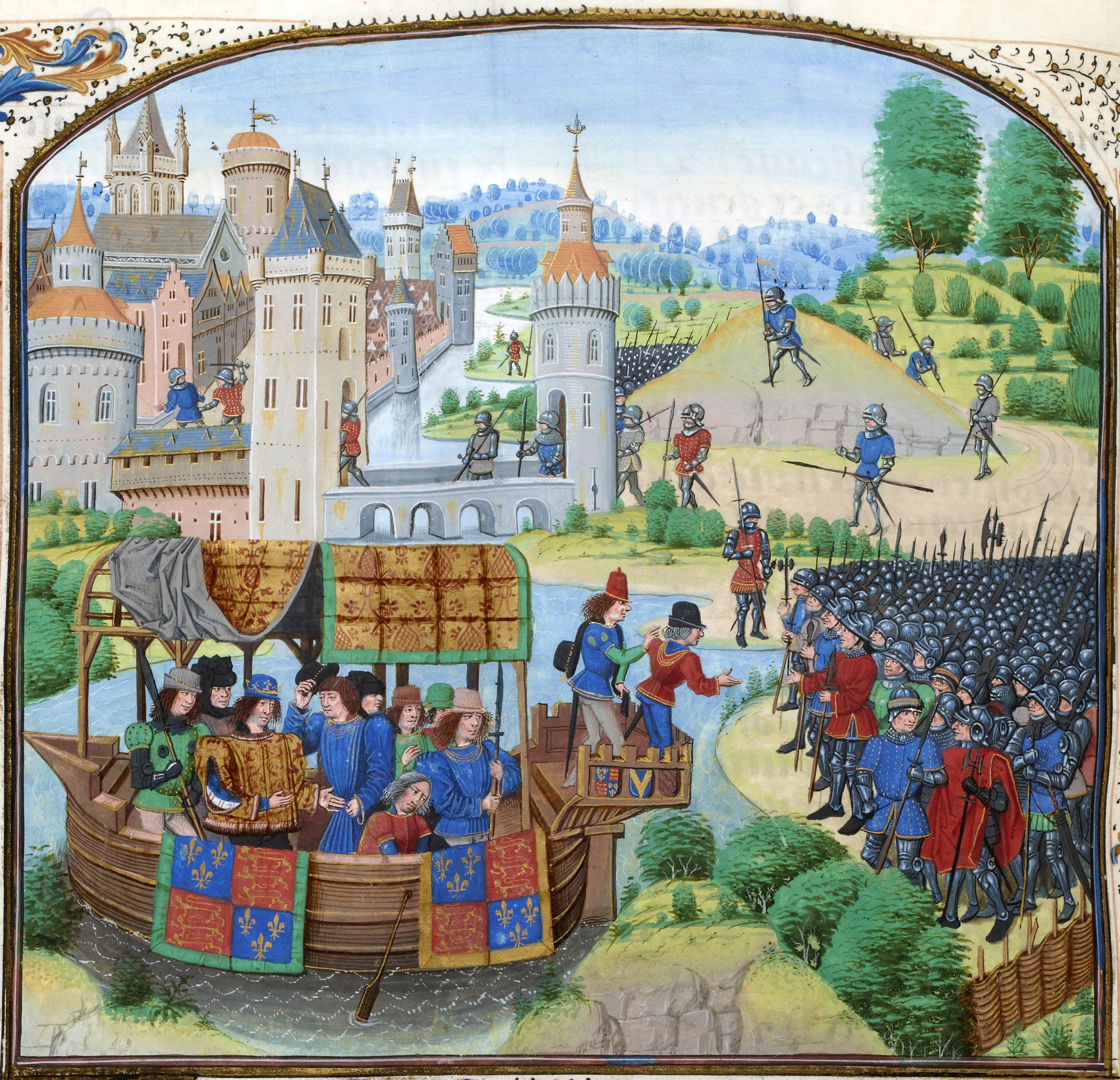
دیدار ریچارد دوم با انقلابیون

شورش دهقانی (به انگلیسی: Peasants' Revolt) یا خیزش بزرگ (Great Rising) در ۱۳۸۱ میلادی یکی از انقلاب‌های مردمی در اواخر قرون وسطی اروپا و یکی از رخدادهای بزرگ در تاریخ انگلستان است. شورش تیلور نه تنها شدیدترین و گسترده‌ترین شورش در تاریخ انگلستان بوده بلکه تنها انقلاب مردمی قرون وسطی بوده که به دقت مستند شده‌است. نام برخی از رهبران جان بال، وت تیلور و جک استرو هنوز نیز در بین مردم شناخته شده‌است.

این انقلاب بعدها به عنوان پایان نظام ارباب رعیتی در انگلستان قرون وسطی شناخته شده‌است.

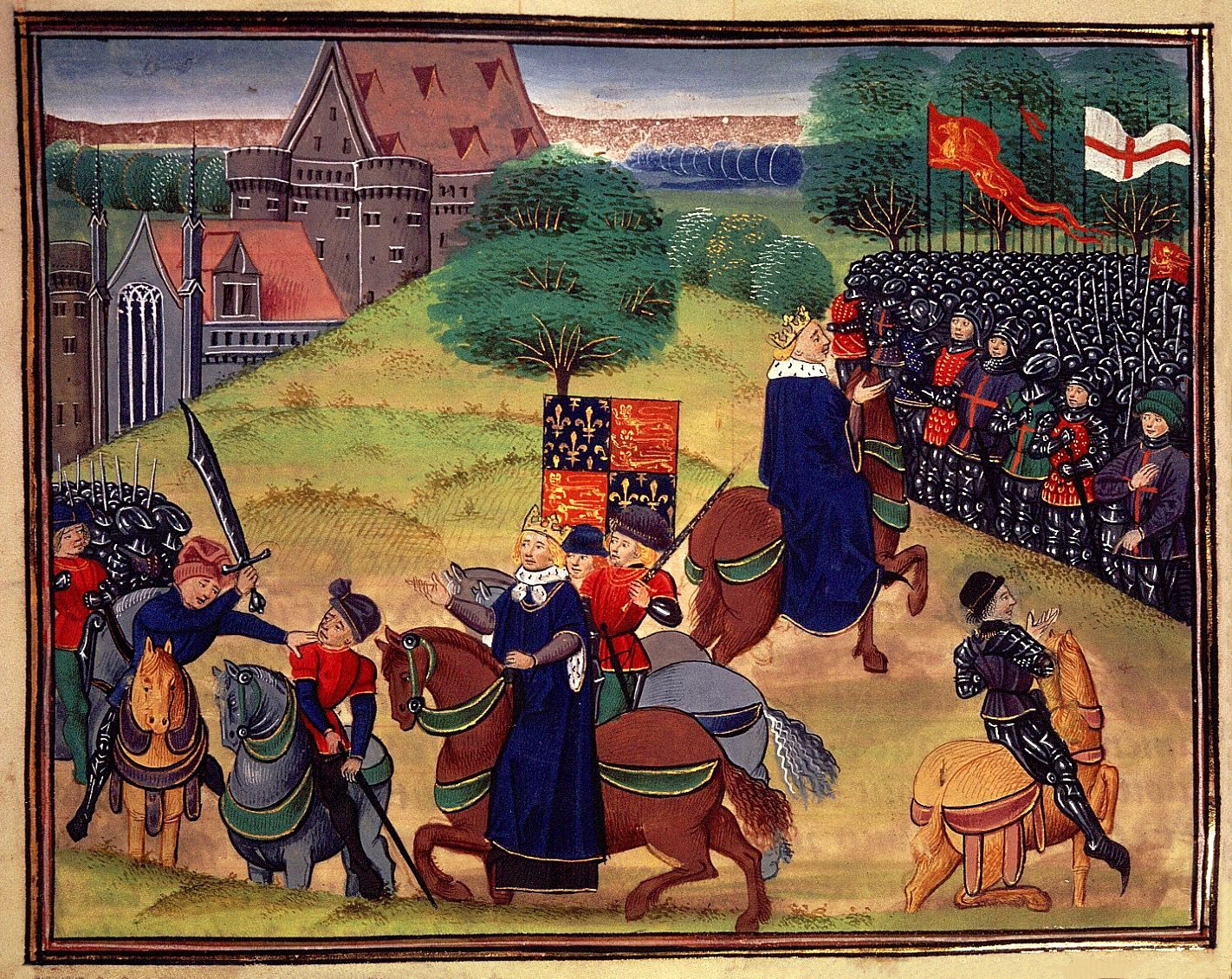
کشتن وت تیلور بدست ولورث در حالی چارلز دوم تماشا می‌کند